# Mautodontha consobrina
Mautodontha consobrina foi uma espécie de gastrópodes da família Charopidae.
Foi endémica da Polinésia Francesa.